# Hapstići
Hapstići är en ort i Bosnien och Hercegovina.   Den ligger i entiteten Federationen Bosnien och Hercegovina, i den centrala delen av landet, 70 km väster om huvudstaden Sarajevo. Hapstići ligger 777 meter över havet och antalet invånare är 153.
Terrängen runt Hapstići är huvudsakligen kuperad, men åt nordväst är den platt. Terrängen runt Hapstići sluttar västerut. Närmaste större samhälle är Bugojno, 5,4 km väster om Hapstići. 
Omgivningarna runt Hapstići är en mosaik av jordbruksmark och naturlig växtlighet. Runt Hapstići är det ganska tätbefolkat, med 93 invånare per kvadratkilometer.